# Związek Spółek Niemieckich w Polsce
Związek Spółek Niemieckich w Polsce (niem. Verband der deutschen Genossenschaften in Polen) – jeden z pięciu związków rewizyjnych spółdzielni, należących do mniejszości narodowej niemieckiej w okresie II Rzeczypospolitej.

## Historia
Związek utworzony został w 1917 roku w Łodzi. Związek zrzeszał spółdzielnie niemieckie w byłym zaborze rosyjskim. W 1933 roku należało do niego 7 banków ludowych i 75 kas oszczędnościowo-pożyczkowych. W 1933 roku utracił uprawnienie rewizyjne na
rzecz poznańskiego  Związku Spółdzielni Niemieckich w Polsce. Centralą finansową związku był Bank Spółek Niemieckich w Polsce SA.